# ستانوو
ستانوو (به بلغاری: Stanevo) یک منطقهٔ مسکونی در بلغارستان است که در استان مونتانا واقع شده‌است.
 ستانوو  ۳۲۸ نفر جمعیت دارد و ۳۶ متر بالاتر از سطح دریا واقع شده‌است.